# Arabisches Filmfestival Berlin

ALFILM logo

Das Arabische Filmfestival Berlin – ALFILM (arabisch الفيلم „der Film“) ist eines der deutschlandweit größten arabischen Filmfestivals. Der Schwerpunkt des Festivals liegt auf dem inhaltlich und künstlerisch anspruchsvollen arabischen Film. ALFILM ist ein nichtkommerzielles Filmfestival, das seit 2009 jährlich Ende November vom gemeinnützigen Verein Makan – Zentrum für arabische Filmkunst und Kultur e. V., Berlin organisiert wird.
Die Schwerpunkte des Festivals liegen im Bereich Spielfilme, sowie Dokumentarfilme und Kurzfilme, die jeweils in einem arabischen Land produziert wurden und nicht älter als drei Jahre sind. Ziel des Festivals ist es, ungewohnte Perspektiven auf die arabische Welt und die Arbeit arabischer Filmschaffender zu eröffnen. Neben einem facetten- und umfangreichen Filmprogramm, bieten Podiumsdiskussionen und Künstlergespräche mit Filmemachern und Fachleuten Gelegenheit zum Dialog und zum kreativen Austausch.